# 터크스케이커스바위이구아나
터크스케이커스바위이구아나(Cyclura carinata)는 바위이구아나의 일종으로, 터크스 케이커스에 서식한다. 최대 몸길이는 77센티미터로 바위이구아나 중에서는 작은 편에 속한다. 외지인이 들여온 개와 고양이 때문에 수가 많이 줄었으며, 포식자가 없는 보호구역이 지정되어 보전이 실시되고 있다.